# Tellina proclivis
Tellina proclivis är en musselart som beskrevs av Leo George Hertlein och Strong 1949. Tellina proclivis ingår i släktet Tellina, och familjen Tellinidae. Inga underarter finns listade i Catalogue of Life.